# 미야모토 류
미야모토 류(일본어: 宮本 龍, 1992년 8월 4일 ~ )는 일본의 전 축구 선수이다.

## 구단 경력
과거 가이나레 돗토리에서 활동하였다.